# Aron (Egypte)
De Aron is een zijrivier van de Nijl. Hij loopt langs Zagazig.